# Velocitat relativista

Factor de Lorentz γ en funció de la velocitat. El seu valor inicial és 1 (quan v = 0); i a mesura que s'acosta la velocitat la velocitat de la llum (v → c) γ augmenta sense límit (γ → ∞).

Es considera una velocitat relativista aquella que representa un percentatge significatiu de la velocitat de la llum i que per això obliga a tenir en compte els efectes de la relativitat especial a l'hora de l'estudi científic.
Es diuen partícules relativistes a les partícules elementals que es mouen a velocitats relativistes. Quan la velocitat d'una partícula és un percentatge significatiu de la velocitat de la llum apareixen diversos efectes relativistes importants com la dilatació temporal o la contracció de longituds. Una magnitud que mesura adequadament aquests efectes relativistes de la velocitat és el factor de Lorentz

{\displaystyle \gamma ={\frac {1}{\sqrt {1-{\cfrac {v^{2}}{c^{2}}}}}}}

Per a {\displaystyle v\geq 0,20c} el factor de Lorentz difereix en més d'un 2% de la unitat, i per tant, té efectes clarament mesurables, però només per a velocitats {\displaystyle v\geq 0,75c} l'efecte relativista s'allunya de les prediccions de la mecànica clàssica més d'un 50%.